# Leif Ludwig Albertsen
Leif Ludwig Albertsen (født 28. januar 1936 i Odense, død 30. juli 2016) blev i 1972 professor i tysk litteratur ved Aarhus Universitet.
Albertsen udgav flere bøger om tysk litteratur, blandt andet Brahms og Magelone: en sangcyklus-tekst og dens baggrund (2008) og Goethe som sangskriver (2010).
Han har dog også udgivet bøger om andre litterære emne, f.eks. Litterær oversættelse, vanskeligheder ved gengivelse af fremmede sprogs prosa (1972) og Lyrik der synges (1978).
I 1971 modtog han Jens Baggesen-prisen for bogen Odins mjød: en studie i Baggesens mytiske poesi (1969).